# 高山千草
高山 千草（たかやま ちぐさ、1931年9月6日 - ）は、日本の女優。
日活を経て東京俳優生活協同組合に所属していた。

## 出演作品

### 映画
日活配給作品
- 幕末太陽傳（1957年） - おさだ
- 暗黒街の美女（1958年） - 峯子
- 踏みはずした春（1958年）
- 東京の孤独（1959年） - 博多の旅館の女中
- にあんちゃん（1959年） - 花子
- 大草原の渡り鳥（1960年） - アイヌの女
- やくざの詩（1960年） - 『Club Night ＆ Day』の掃除婦
- 闘牛に賭ける男（1960年） - 母
- 狂熱の季節（1960年） - ユキの母親
- 大出世物語（1961年） - 女性従業員
- 散弾銃の男（1961年） - 賄い婦[4]
- 大氷原（1962年） - 鉄次の母
- 憎いあンちくしょう（1962年） - 近所のかみさん
- 渡り鳥故郷へ帰る（1962年） - 看護婦
- 歌う暴れん坊（1962年） - 水商売の女
- 花と竜（1962年） - 大庭の妻
- 泥だらけの純情（1963年）
- 上を向いて歩こう（1963年） - ノミ屋の客[4]
- 俺の背中に陽が当る（1963年） - アパートの住人
- 雨の中に消えて（1963年） - 婦人[4]
- 青春を返せ（1963年） - おかみ
- 伊豆の踊子（1963年） - 湯ケ野の酌婦
- 銀座の次郎長（1963年） - 仲居
- 競輪上人行状記（1963年） - セキ
- 帝銀事件 死刑囚（1964年）
- 黒い太陽（1964年） - 乾物屋のオカミ
- 生きている狼（1964年） - 女郎
- 愛と死をみつめて（1964年） - 病院の受付[4]
- おんなの渦と淵と流れ（1964年） - 大連住宅の婆や
- 春婦伝（1965年） - 中国人[4]
- 城取り（1965年） - 機屋の町の住人[4]
- 日本列島（1965年） - メイド
- 命しらずのろくでなし（1965年） - ジュース工場の女従業員
- 東京は恋する（1965年） - 通行の若い娘
- 血と海（1965年） - 志摩屋おかみさん
- 愛して愛して愛しちゃったのよ（1966年） - 出版記念出席者[4]
- 放浪のうた（1966年） - 女
- 涙くんさよなら（1966年） - 婦人文化連盟のメンバー[4]
- 殺るかやられるか（1966年） - 街娼風の女
- 絶唱（1966年） - 村人
- 傷だらけの天使（1966年） - お常
- 拳銃は俺のパスポート（1967年） - 使用人
- 君が青春のとき（1967年） - 清掃婦
- 無頼非情（1968年） - 看護婦
- やくざ非情史 刑務所兄弟（1969年） - 貸付者
- 日本残侠伝（1969年） - おげん
- 夜をひらく 女の市場（1969年） - ホステス
- 博徒百人 任侠道（1969年） - 置屋の女中
- 喧嘩博徒 地獄の花道（1969年）
- 朝霧（1971年） - 由紀の母
- 女高生レポート 花ひらく夕子（1971年） - ホテル受付の女
- おんな天国 子だね貰います（1972年） - 竹子
- 好色家族 狐と狸（1972年） - クラ子
- (秘)女郎市場（1972年） - お熊
- 昼下がりの情事 裏窓（1972年） - 隣りの女
- 色情姉妹（1972年） - 大月ふじえ
- 恋人たちは濡れた（1973年）
- (秘)穴場情報 牝馬の吐息（1973年） - おばさん
- 夜の禁猟区（1973年） - おろく
- 戦争と人間 第三部 完結篇（1973年） - 女工
- 女教師 私生活（1973年） - ホテルの女
- 白い娼婦 花芯のたかまり（1974年） - 加藤文枝
- 鍵（1974年） - やり手婆
- 赤線最後の日 昭和33年3月31日（1974年） - 時枝
- 秘本 乱れ雲（1974年） - 松子
- ともだち（1974年） - 水島先生
- 生贄夫人（1974年） - ハル（女中）
- サンダカン八番娼館 望郷（1974年） - トミ
- あばよダチ公（1974年）
- 赤線飛田遊廓（1975年） - ぎん
- 大江戸(秘)おんな医者あらし（1975年） - 女中
- 新妻地獄（1975年） - トミ
- 全開 特出し姉妹（1976年） - お内儀
- 宇能鴻一郎のむちむちぷりん（1977年） - 中年女
- 女子大生 ひと夏の体験（1977年） - アパート管理人
- 危険な関係（1978年） - お清さん
- 団鬼六
  - 団鬼六 花嫁人形（1979年） - アパート管理人
  - 団鬼六 修道女縄地獄（1984年） - 亜佐
- 聖子の太股 女湯小町（1982年） - たばこ屋のおばさん
- ケンちゃんちのお姉さん（1983年） - 女事務員
- 双子座の女（1984年） - 管理人
- 輪舞（1988年） - 人妻

東宝配給作品
- 潮騒（1975年） - うめ
- 風立ちぬ（1976年）
- 先生のつうしんぼ（1977年） - 給食のおばさん
- 太陽を盗んだ男（1979年）
- 雪の断章 -情熱-（1985年） - 管理人
- マルサの女（1987年） - 屋根の上の女
- 光る女（1987年）
- 勝利者たち（1992年）

その他
- 田園に死す（1974年、ATG） - 私の母
- 青春の殺人者（1976年、ATG） - 漁師の女
- ニッポン警視庁の恥といわれた二人 刑事珍道中（1980年、東映） - 老婦人
- ヒポクラテスたち（1980年、ATG） - 産婦人科婦長
- ビー・バップ・ハイスクール 高校与太郎哀歌（1986年、東映） - 卓球場のおばさん
- 海と毒薬（1986年、日本ヘラルド） - 患者
- 螢川（1987年、松竹）
- かまち（2004年、日本ヘラルド） - 老女

### テレビドラマ

#### NHK
- 連続テレビ小説 / おしん 第192話（1984年） - 客 役

#### 日本テレビ
- 若い川の流れ 第1話「青空の中の娘」（1968年）
- パパと呼ばないで
  - 第2話「あたしとどっちが好き?」（1974年）
  - 第26話「ママが生きてた!」（1975年）
- 伝七捕物帳
  - 第49話「人情母子唄」（1974年）
  - 第55話「孝心 涙のさばき」（1975年）
  - 第77話「むすめ捕物 恋ごころ」（1975年）
  - 第148話「実る情の職人気質」（1977年） - 女房
- 大都会シリーズ
  - 大都会 闘いの日々 第16話「私生活」（1976年）
  - 大都会 PARTII 第4話「警官嫌い」（1977年）
  - 大都会 PARTIII 第34話「ストリート・ガール」（1979年）
- 気まぐれ天使
  - 第3話「想わねど……」（1976年）
  - 第21話「破れかぶれで30だァ!!」（1977年）
  - 第41話「社を捨てて、街に出よう」（1977年）
- 新五捕物帳
  - 第9話「涙を背負った赤ん坊」（1977年）
  - 第166話「はかなき百両の恋」（1981年）
  - 第174話「涙の宮参り」（1982年）
- ゆうひが丘の総理大臣 第24話「学校ってなんですか?」（1979年） - 上条伸吉の妻
- 探偵物語
  - 第5話「夜汽車で来たあいつ」（1979年）
  - 第12話「誘拐」（1979年）
  - 第22話「ブルー殺人事件」（1980年）
- 西遊記ll 第19話「偽西遊記 危機一髪」（1980年）
- 熱中時代 第2シリーズ 第12話「熱中先生と自転車泥棒」（1980年） - アパートの女
- 太陽にほえろ!
  - 第448話「風船爆弾」（1981年）
  - 第547話「ドックの恋愛術」（1983年）
  - 第604話「戦場のブルース」（1984年）
  - 第628話「ヒーローになれなかった刑事」（1984年）
  - 第649話「ラストダンス」（1985年）
  - 第678話「山村刑事の報酬なき戦い」（1986年）
  - 第699話「優しさごっこ」（1986年）
- 木曜ゴールデンドラマ
  - 青年（1981年）
  - 女優時代（1988年）
- あんちゃん 第14話「徳子を愛したネズミ小僧」（1983年）
- 事件記者チャボ!
  - 第3話「その時チャボはラブホテル」（1983年）
  - 第24話「チャボもあきれたダメ父さん!」（1984年）
- オレの息子は元気印 第1話「一人のオニャンコに亭主と息子が目を付けた、妻は」（1987年）
- 銭形平次 (風間杜夫)（1987年）
  - 第2話「涙は無用・忍術父娘」
  - 第27話「命くれない」
  - 第34話「恐怖の手毬唄」
- あぶない刑事
  - 第1話「暴走」（1986年)
  - 第28話「決断」（1987年）
  - 第48話「無謀」（1987年）
- 水曜グランドロマン / 傷だらけの旅路（1991年）
- 火曜サスペンス劇場
  - 六月の花嫁シリーズ / 結婚適齢期（1991年）
  - 盲人探偵・松永礼太郎 第4作「警察嫌い」（1995年）
  - 新・女検事 霞夕子
    - 第8作「二粒の火」（1996年）
    - 第13作「幻想家族」（1998年） - 藤原トヨ子

  - 逃げる女（1999年）
  - 九門法律相談所（1999年）
    - 第9作「沈黙の裁き」
    - 第11作「出世払い裁判」 - お松

  - 屋形船の女 第2作「恋の遺恨で放火殺害した男の出所」（2003年）
- 土曜グランド劇場 / 遠山金志郎美容室（1994年）
- DRAMA COMPLEX / らんぼう 第1作（2006年）

#### TBS
- コメットさん 第53話「パンダが空からやって来た」（1979年） - 主婦
- 噂の刑事トミーとマツ 第1シリーズ 第18話「花の芸者に恋したトミー」（1980年）
- 赤い魂 第18話「父、母の一番長い日」（1980年）
- 遙かなりマイ・ラブ（1981年）
- 淋しいのはお前だけじゃない 第3話「札吹雪白浪十人衆」（1982年）
- 幸福の黄色いハンカチ 第1話（1982年）
- うちの子にかぎって… 第2期 第10話（1985年） - 諏訪薬局の客
- ドラマ23 / だまし絵の女（1988年）
- 月曜ドラマスペシャル
  - 夏樹静子の第三の女（1988年）
  - あにき（1992年）
  - 松本清張サスペンス 黒い画集・証言（1992年）
  - 西新宿俳句おばさん事件簿 第2作「霊園ツアーの犯罪」（1994年）
- 兜町（1989年）
- 愛の劇場 / 天までとどけ 第4話（1991年）
- 名探偵・金田一耕助シリーズ・悪魔が来りて笛を吹く（1992年） - 信乃
- 金曜ドラマ / わたしってブスだったの?（1992年）
- 敬老の日スペシャル「とっておきの夏」（1993年）
- 女タクシードライバーの事件日誌 第1作「殺意の交差点」（2003年） - 渡辺民子の母

#### フジテレビ
- ライオン奥様劇場 / 人間の條件（1976年）
- 大捜査線 第25話「可愛いあの娘が死んだ」（1980年）
- 北の国から 第7話「電話」（1981年）
- 月曜ドラマランド / 奥さまは不良少女!? おさな妻2（1986年）
- 東映不思議コメディーシリーズ
  - おもいっきり探偵団 覇悪怒組 第26話「宇宙からの使者」（1987年）
  - じゃあまん探偵団 魔隣組 第6話「ジゴマの晩餐」（1988年）
- 幸せ咲いた〜結婚相談所物語〜（2003年）
- クニミツの政 第8話「ママごめんなさい」（2003年）

#### テレビ朝日
- 右門捕物帖 第19話「自白」（1974年）
- 土曜ワイド劇場
  - 帝銀事件 大量殺人 獄中32年の死刑囚（1980年）
  - 母に捧げる犯罪（1983年）
  - ダイエット殺人事件（1985年）
  - 家政婦は見た! 第3作「エリート家庭のあら探し 結婚スキャンダルの秘密」（1985年）
  - カルチャースクール連続殺人事件（1987年）
  - 悪女はラベンダーの香り（1988年）
  - 松本清張スペシャル・状況曲線（1994年）
  - 松本清張スペシャル・書道教授（1995年）
- 西部警察
  - 西部警察 (PART1)（1980年）
    - 第24話「獅子に怒りを!!」
    - 第30話「絶命・炎のハーレー」

  - 西部警察 PART-II（1982年）
    - 第17話「絶命!! 暴走トラック」
    - 第25話「走る爆破指令室 －マシン・RS－」

  - 西部警察 PART-III 第42話「少年Aの2時間」（1984年）
- 走れ!熱血刑事 第11話「転落のヒーロー」（1981年）
- 特捜最前線
  - 第302話「始発電車にあった死体!」（1983年）
  - 第376話「警官汚職地図!」（1984年）
  - 第419話「女医が挑んだ殺人ミステリー!」（1985年）
  - 第472話「嘘から出た殺人・結婚詐欺師に愛の手を!」（1986年）
- 私鉄沿線97分署
  - 第10話「年忘れラストショー!」（1984年）
  - 第75話「ノゾキ魔より愛をこめて!?」（1986年）
  - 第84話「愛の逃亡・サファリでチョン!!」（1986年）
- どうぶつ通り夢ランド 第6話「助けたカメは100万円?!」（1986年）
- はぐれ刑事純情派 第1シリーズ 第15話「美人銀行員の完全犯罪」（1988年）
- 火曜スーパーワイド / 危険な女ともだち（1989年）
- 代表取締役刑事（1991年）
  - 第20話「街の灯」
  - 第45話「さよならをもう一度」
- スーパー戦隊シリーズ
  - 鳥人戦隊ジェットマン 第8話「笑うダイヤ」（1991年） - 老婦人
  - 恐竜戦隊ジュウレンジャー 第9話「走れタマゴ王子」、第10話「猿はもうイヤ!」（1992年） - デイジー
- さすらい刑事旅情編VII 第14話「女子高生が置引き!? 花の贈り物」（1995年）

#### 12ch→テレビ東京
- 大江戸捜査網
  - 昭和版
    - 第1シリーズ（1970年）
      - 第5話「ねずみ小僧只今参上」
      - 第8話「花のお江戸の暴れん坊」

    - 第2シリーズ 第11話「過去を捨てた謎の女」（1972年）
    - 第3シリーズ
      - 第239話「泥沼に咲いた女郎花」（1978年）
      - 第372話「運命に泣く幸薄き女」（1981年）
      - 第496話「女殺し 八王子千人軍団の謎」（1983年）
      - 第521話「兇悪軍団怒る! 偶然の恐怖」（1983年）

  - 平成版
    - 第1シリーズ
      - 第3話「神隠し! 悲しい母子の秘密」（1990年）
      - 第18話「吉原恋模様 居残り新十郎」（1991年）

    - 第2シリーズ 第16話「母恋道中 危うし八万石!」（1992年）
- 蛇姫様 第7話（1972年）
- 月曜・女のサスペンス / 傑作推理受賞作シリーズ「赤い殺意の館」（1989年）
- 女と愛とミステリー / 渡哲也サスペンス 絆（2002年） - 住吉

#### 毎日放送
- ちょっと噂の女たち・黒田軟骨の女難 第1話（1982年） - 萬田夫人

### オリジナルビデオ
- 新・百合族3（1995年、にっかつビデオ）
- 古蝶の舞
- 虹の彼方に